# كولاجين ألفا 1
كولاجين ألفا 1Collagen, type I, alpha 1, ويختصر ب COL1A1 .هو جين موجود في البشر الجين الذي يشفر المكون الرئيسي من نوع أنا الكولاجين، وييفي الكولاجين الموجودة في معظم الأنسجة الضامة .

## تعريف
الكولاجين هو البروتين الذي يعزز ويدعم العديد من الأنسجة في الجسم، بما في ذلك الغضاريف ، العظام ، وتر ، الجلد والجزء الأبيض من العين ( الصلبة ). ينتج هذا الجين من مكون النوع الأول الكولاجين .
ويقع هذا الجين COL1A1 على الذراع الطويلة من كروموسوم 17 بين المواقف 21.3 و 22.1، من زوج قاعدة 45616455 إلى 45633991 زوج قاعدة.

## وصلات خارجية
- GeneReviews/NCBI/NIH/UW entry on Osteogenesis Imperfecta
- الوراثة المندلية البشرية عبر الإنترنت (OMIM): 120150
- EntrezGene 1277
- COL1A1 GeneCard
- Database of human type I and type III collagen mutations